# Tetragoneura nigra
Tetragoneura nigra är en tvåvingeart som beskrevs av Marshall 1896. Tetragoneura nigra ingår i släktet Tetragoneura och familjen svampmyggor. Inga underarter finns listade i Catalogue of Life.